# Riegerové
Riegerové byli jedním z novodobých českých šlechtických rodů, vzniklých v 19. století. Jeho zakladatelem byl významný český politik František Ladislav Rieger (1818–1903), který byl v roce 1897 povýšen do šlechtického stavu a získal titul František Ladislav svobodný pán Rieger.

## Historie rodu
Rod má poměrně krátkou a již ukončenou historii, v mužské linii trval pouhé čtyři generace. Když byl F. L. Rieger v roce 1881 díky svým zásluhám – zejména při budování Národního divadla – oceněn císařem Františkem Josefem I. řádem Železné koruny II. třídy, z čehož plynul i nárok na baronát, příliš kvůli své politické kariéře i nesouhlasu rodiny o šlechtický titul neusiloval. Přijal ho až v roce 1897.
Pokračovatelem rodu byl jediný syn Bohuslav Bedřich Rieger (1857–1907), uznávaný právní historik, který působil jako profesor na právnické fakultě české Karlo-Ferdinandovy univerzity. Bohuslav Bedřich měl tři syny, z nichž druhý Václav Jiří (1892–1915) zemřel velmi mladý.
Nejstarší syn Ladislav Ratibor Rieger (1890–1958) byl profesorem filosofie na Karlově univerzitě a ředitelem Filosofického ústavu Československé akademie věd. Jeho podíl na rodinném statku v Malči odkoupil třetí z bratrů Bohuslav František Xaver (1895–1976), který se věnoval zahraniční politice a působil jako diplomat v Rumunsku. V září 1939 podepsal Národnostní prohlášení české a moravské šlechty. Zůstal bezdětný a zámek v Malči mu byl v roce 1950 vyvlastněn.
Jediným mužským představitelem čtvrté generace byl syn Ladislava Ratibora, Ladislav Svante Rieger (1916–1963), narozený ve Švédsku (odtud jeho druhé křestní jméno). Ten působil jako docent matematiky a logiky na Českém vysokém učení technickém v Praze. Jeho osobou rod po meči vymřel. Zámek Maleč byl navrácen rodině jeho sestry Věry Macháčkové-Riegerové.

## Rodová sídla a majetky
- Mac Nevenův palác v Praze (Palackého ulice 7, je v něm Památník F. Palackého a F. L. Riegra)
- zámek Maleč (1862–1950, vrácen v restituci, v majetku potomků rodu)

## Osobnosti rodu
- František Ladislav Rieger (1818–1903) – český politik
- Bohuslav Rieger (1857–1907) – právní historik, profesor na pražské univerzitě
- Ladislav Rieger (1890–1958) – profesor filosofie na Karlově univerzitě a ředitel Filosofického ústavu Československé akademie věd
- Bohuslav František Rieger (1895–1976) – diplomat, signatář Národnostního prohlášení šlechty v září 1939
- Ladislav Svante Rieger (1916–1963) – docent matematiky a logiky na ČVUT v Praze
- Věra Macháčková-Riegerová (1919–2017) – germanistka, vysokoškolská pedagožka a překladatelka

## Erb
Červený štít, v něm stříbrný lev se zlatým jazykem. Lev drží v pravé tlapě zlatý řemdih, v levé nese před sebou zlatou liliovou korunu.